# Robert Prescott Stewart

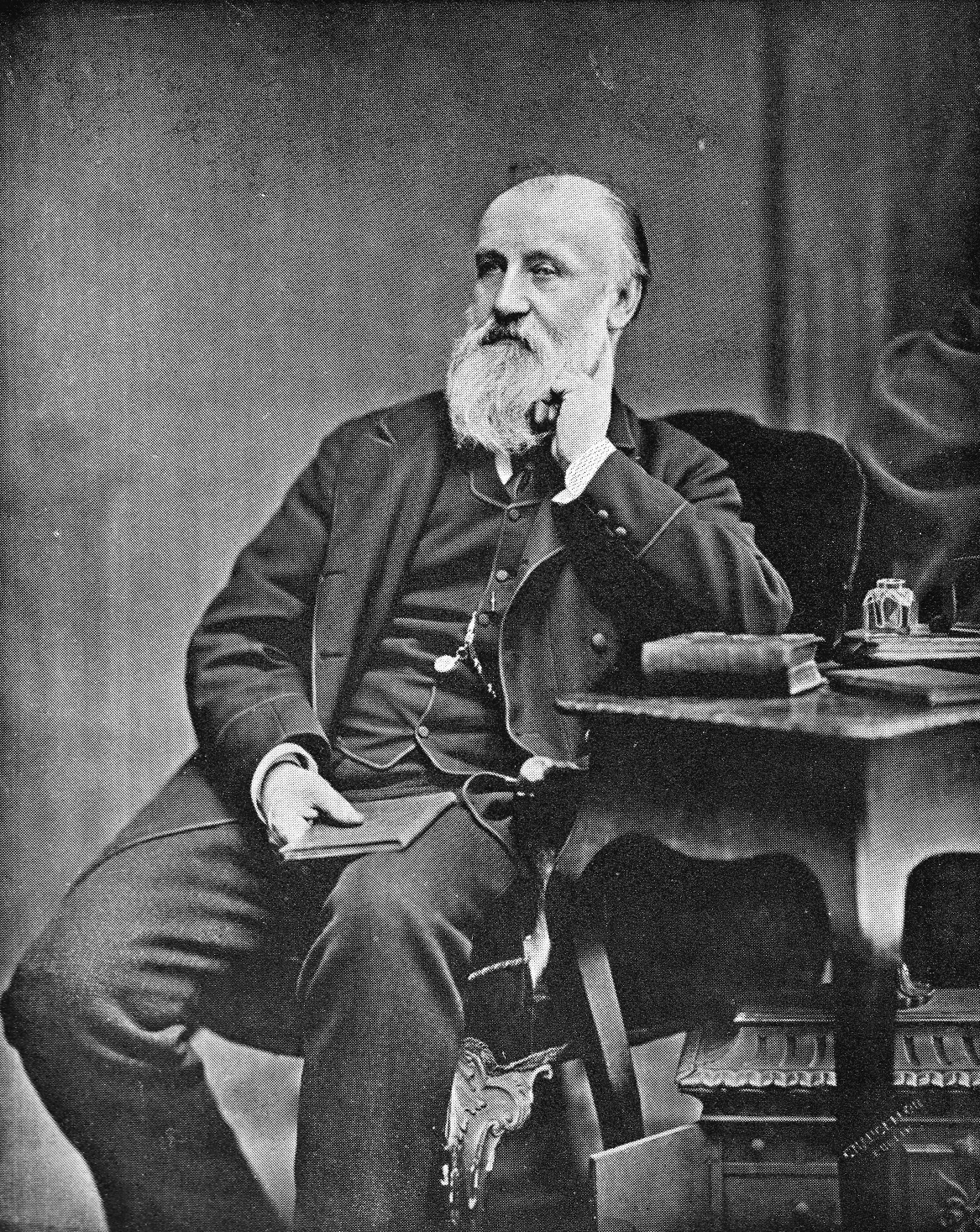
Robert Prescott Stewart (um 1880)

Robert Prescott Stewart (* 16. Dezember 1825 in Dublin; † 24. März 1894 ebenda) war ein irischer Organist, Dirigent und Komponist.

## Leben und Werk
Robert Prescott Stewart wirkte als Chorknabe an der Christ Church Cathedral in Dublin. Mit 18 Jahren wurde er in dieser Kathedrale Organist. 1846 wurde er Universitätsmusikdirektor in Dublin. 1852 wurde er zum Chorvikar an der St. Patrick’s Cathedral und 1861 zum Professor für Musik an der Universität Dublin ernannt. 1873 übernahm Robert Prescott Stewart die Leitung des Dublin Philharmonic Orchestra.
Von Stewarts Kompositionen müssen insbesondere die Phantasie über irische Themen für Soli, Chor und Orchester (1872), Kantaten und Oden genannt werden.